# Яницький Тарас Йосипович
Яницький Тарас Йосипович (нар. 24 листопада 1977) — український бандурист, заслужений артист України, доцент. Син співака і бандуриста Йосипа Яницького. 

## Біографія
народився у м. Києві 24 листопада 1977 року в родині музикантів. Освіта вища музична та економічна. Одружений.
У 1992 році закінчив Київську середню школу № 125. 1992—1996 рр. — студент Київського музичного коледжу ім. Р. М. Глієра. В 1996 році вступив до Національної Музичної Академії України ім. П. І. Чайковського та Національної Академії Управління, де навчався одночасно.
2001 — стипендіат Київської міської державної адміністрації. В 2001 році закінчив НМАУ ім. П. І. Чайковського з відзнакою, отримав ступінь спеціаліста а згодом магістра музичного мистецтва за спеціальністю «Народні інструменти — бандура» та здобув кваліфікацію концертного виконавця, диригента капели бандуристів, викладача з фаху та диригування.  2001—2005 рр. — аспірант НМАУ ім. П. І. Чайковського, готує до захисту дисертацію на здобуття наукового ступеню кандидата мистецтвознавства. Тема дисертації: «Теоретичні засади художнього перекладення музичних творів для бандури», 17.00.03 — «Музичне мистецтво».

## Життєві здобутки
Завідувач кафедри бандури і кобзарського мистецтва, заслужений артист України, доцент. Художній керівник і диригент капели бандуристів КНУКіМ. Член Всеукраїнської музичної спілки, Всеукраїнської кобзарської спілки, Київського товариства «Лемківщина» імені Богдана-Ігоря Антонича. Дипломант Міжнародного конкурсу виконавців на українських народних інструментах ім. Г. Хоткевича (2001, Харків), володар Гран-прі II міжнародного конкурсу кобзарського мистецтва ім. Г. Китастого (2006, Київ), володар Гран-прі фестивалю-конкурсу працівників установ освіти м. Києва «Квітучі барви таланту» у номінації «Хоровий жанр» (2007). Лауреат І премії I Всеукраїнського конкурсу бандурного мистецтва ім. О. Вересая (2009, Конотоп), дипломант I-го Всеукраїнського хорового фестивалю-конкурсу до 150-річчя від дня народження Б. Грінченка. (2013, Київ), володар Державної літературно-мистецької премії ім. Івана Нечуй-Левицького (2006).Менеджер фестивалю «Червона рута» (1998—2000). Художній керівник та диригент капели бандуристів і викладач по класу бандури Вищої педагогічної школи кобзарського мистецтва с. Стрітівка (з 2004). Художній керівник та диригент хору у міжнародній організації Music Mission Kiev (2005—2006). Виконавець багатьох прем'єрних творів для бандури з симфонічним оркестром в Україні і за кордоном, зокрема концерту В. Павліковського на фестивалі «Прикарпатська весна» (2010, Івано-Франківськ) та на фестивалі «XVIII Лемківська ватра» (2010, Ждиня, Польща). Т. Яницькому належить прем'єрне виконання та перекладення творів британських композиторів на бандуру у міжнародному проекті симфонічної музики «Introduction to the orchestra» (7-й концерт серії «Три століття британської музики» (2011, Київ). Він також виступає з симфонічним оркестром на XVIII-му благодійному міжнародному фестивалі-аукціоні Burns Night Kyiv.
Викладач з фаху та засновник мішаної капели бандуристів в Інституті мистецтв Київського університету імені Бориса Грінченка (2011). Член журі Київського відкритого молодіжного конкурсу бандуристів імені М. Лисенка (2012, Київ), член журі міжнародної хорової асамблеї (2012, Мелітополь).
Брав участь у численних передачах на радіо і телебачення. Має записи у фондах Національного радіо, Укртелебаченні та студії Укртелефільм.
Сольну діяльність поєднує з ансамблевою у складі родинного квартету бандуристів. Родина бандуристів Яницьких — Йосип Яницький — Заслужений діяч культури України — соліст національної капели бандуристів ім. П.Майбороди, Марія Яницька — Заслужена артистка України, викладач бандури та вокалу в Школі естрадного та джазового мистецтв, Роман Яницький — соліст національної капели бандуристів ім. П.Майбороди. Учасник численних передач на радіо і телебаченні. Має записи у фондах Національного радіо, Укртелебаченні та студії Укртелефільм, два компакт-диски. Концертує з сольною програмою та в складі родинного квартету бандуристів Яницьких в Україні, Естонії, Росії, Болгарії, Угорщини, Словаччині, Німеччині, Польщі, Австрії, Франції, Іспанії, Португалії та ін. Студенти Т. Яницького мають низку подяк, грамот і дипломів за участь у різноманітних концертах, конкурсах і фестивалях.